# Karl Lagerfeld

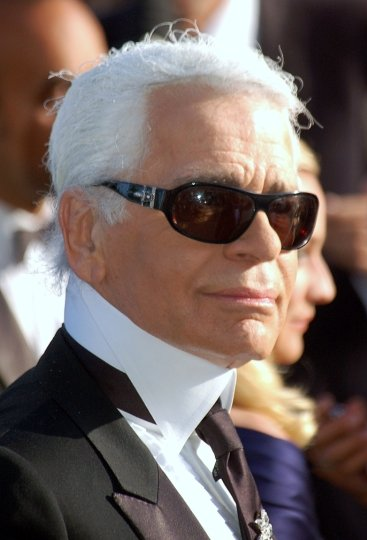
Karl Lagerfeld, 2007

Karl Otto Lagerfeld (* 10. September 1933 in Hamburg; † 19. Februar 2019 in Neuilly-sur-Seine bei Paris) war ein deutscher Modeschöpfer, Designer, Fotograf und Kostümbildner. Er begann seine Laufbahn in der französischen Modewelt Mitte der 1950er Jahre in Paris, wo er bei Balmain, Patou, Chloé und anderen Modefirmen beschäftigt war. Seit 1965, anderen Quellen zufolge seit 1964, war er als Damenmode-Designer bei Fendi in Rom unter Vertrag.
Mode unter seinem eigenen Namen kreierte Lagerfeld für Damen und Herren mit Unterbrechungen seit 1974. Seit 1983 war er Kreativdirektor und Chefdesigner beim französischen Modehaus Chanel, dessen Revival in den 1980er Jahren und anschließender Aufstieg zu einem internationalen Milliardenkonzern zu großen Teilen Lagerfeld zugeschrieben wird.
Darüber hinaus war er bekannt für zahlreiche Kooperationsprojekte in den Bereichen Mode, Werbung, Design, Fotografie und Kunst. Lagerfeld wurde aufgrund seines über 60 Jahre währenden Schaffens und seines stilbildenden Einflusses auf die internationale Modewelt von der Presse bisweilen als „Kaiser Karl“ oder als „Modezar“ bezeichnet. Zu seinen persönlichen Markenzeichen gehörten ein weiß gepuderter Zopf, ein hochstehender Vatermörder sowie dunkle Sonnenbrillen; bis Anfang der 2000er Jahre trat er auch mit einem Handfächer in der Öffentlichkeit auf.

## Leben

### Eltern und Verwandte
Karl Otto Lagerfeld wuchs als Sohn des Hamburger Kondensmilch-Fabrikanten (Glücksklee-Milch GmbH) Otto Lagerfeld (1881–1967) und dessen Frau Elisabeth Bahlmann (1897–1978) in wohlhabenden Verhältnissen auf. Geheiratet haben seine Eltern 1930. Einer seiner Großväter war Karl Bahlmann. Lagerfeld hatte eine 1931 geborene Schwester, die ab 1957 in den USA lebte und Ende 2015 starb, sowie eine Halbschwester aus der ersten Ehe seines Vaters.

### Geburtsjahr
Karl Lagerfeld wurde laut Geburtsanzeige seiner Eltern in den Hamburger Nachrichten am 10. September 1933 geboren.
Als Geburtsjahr gab Lagerfeld öffentlich lange Zeit 1938 an, später 1935. Die Bild am Sonntag veröffentlichte 2008 Auszüge des kirchlichen Taufregisters Hamburg sowie Kommentare seiner Lehrerin und eines Klassenkameraden, die als sein Geburtsjahr 1933 angaben. Am 10. September 2008 ließ Lagerfeld sich gleichwohl zum „70. Geburtstag“ gratulieren. Entsprechendes war bereits im Jahr 2003 zu seinem „65.“ geschehen. Einige Medien übernahmen die Angaben des Modeschöpfers ungeprüft, andere nicht, sodass sich biografische Angaben zur Person Lagerfelds oft widersprechen.
Am 7. Juli 2013 meldete die Welt am Sonntag, das wahre Geburtsdatum von Lagerfeld sei der 10. September 1933. Die Information stützt sich auf ein Buch der Hobby-Historiker Maike und Ronald Holst aus dem Hamburger Stadtteil Blankenese. Sie fanden bei Recherchen zu ihrem Buch Blankeneser Frauen eine Karte mit einer Geburtsanzeige, in der „Otto Lagerfeld und Frau Elisabeth, geb. Bahlmann“ die Geburt ihres Sohnes bekanntgeben. An der Karte ist mit einem blauen Seidenschleifchen ein kleines Kärtchen befestigt. Auf diesem steht: „Karl Otto“ und darunter „Sonntag, 10. September 1933“. Der Stern bezog sich am 30. November 2017 auf das Taufregister der Gemeinde Hamburg-Winterhude, das ebenfalls besagt, dass Lagerfeld am 10. September 1933 geboren wurde. Das Standesamt der Gemeinde Neuilly-sur-Seine (Frankreich) bewahrt die Sterbeurkunde (Nr. 2019/171) Lagerfelds mit Geburtsdatum „10. September 1933 in Hamburg (Deutschland)“.

### Kindheit und Jugend

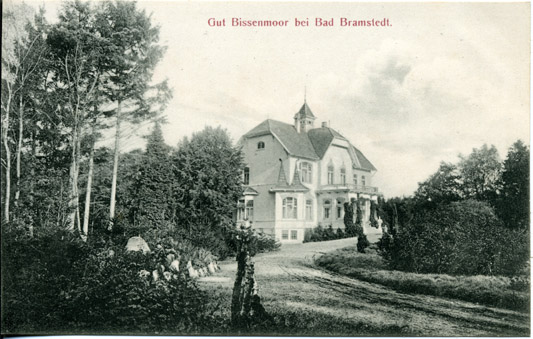
Gut Bissenmoor, 1908

Lagerfelds Patenonkel war Conrad Ramstedt. Das Ehepaar Otto und Elisabeth Lagerfeld erwarb 1934 das fast 500 Hektar große Gut Bissenmoor bei Bad Bramstedt. Die Familie siedelte dorthin um, kehrte jedoch 1939 nach Hamburg zurück. Als 1944 während des Zweiten Weltkriegs weite Teile Hamburgs durch Bombardierungen verwüstet wurden, ließen sich die Eheleute Lagerfeld mit ihren Kindern erneut in Bad Bramstedt nieder. Karl Lagerfeld besuchte dort mehrere Jahre die Jürgen-Fuhlendorf-Schule, bevor die Familie ihren Wohnsitz 1949 abermals nach Hamburg verlegte. Seinen Schulbesuch setzte Lagerfeld für zwei Jahre an der Bismarckschule fort.
Ende August 1952 zog Lagerfeld, der bereits gut Französisch sprach, nach Paris. Sein Vater hatte ein Büro in der Stadt und dessen Mitarbeiter kümmerten sich um den jungen Lagerfeld. Untergebracht war er in einem Wohnheim für Minderjährige in der Rue Sorbonne. Der ursprüngliche Plan war es, nach einiger Zeit nach Deutschland zurückzukehren und das Abitur abzulegen. Lagerfeld besuchte zunächst das Lycée Montaigne im Quartier Latin und schließlich eine private Zeichenschule. Langsam kam Lagerfeld in Paris an. Unter anderem lernte er den deutschen Journalisten Peter Bermbach kennen, der seit Mitte der 50er-Jahre oft in der Stadt war und seit 1960 dort lebte. Die beiden verstanden sich sofort und wurden Freunde.
1954 erreichte er beim Wettbewerb des Internationalen Wollsekretariats in Paris für den Entwurf eines Mantels den ersten Platz und absolvierte anschließend eine Lehre als Schneider bei Pierre Balmain. Nach dreieinhalb Jahren verließ er das Haus Balmain, um Anfang 1958 zu Jean Patou zu wechseln. Schließlich arbeitete er als freier Mode-Illustrator.

### 1967 bis 1987
1967 stellte ihn die damalige Chloé-Geschäftsführerin Rosemarie Le Gallais (1937 als Rosemarie Lehmacher in Lüdenscheid geboren und in Plettenberg (Sauerland) aufgewachsen; † 9. Dezember 2021) ein. Sie arbeitete bis 1987 eng mit Lagerfeld zusammen; er nannte sie „meine rechte und linke Hand“.

### Späterer Wohnort und Vorlieben
Lagerfeld lebte und arbeitete überwiegend in Paris. Lange Jahre bewohnte er hier einen Flügel im Hôtel Pozzo di Borgo, einem historischen Stadtpalais in der Rue de l’Université 51 im 7. Arrondissement. Im Jahr 2007 bezog Lagerfeld nach umfangreicher Renovierung ein Appartement am Quai Voltaire 17, gegenüber dem Museum Louvre sowie dem Jardin des Tuileries. Der Wohnraum umfasste rund 260 m², welche der Architekt Jacques de Cormont gestaltet hatte. Lagerfeld unterhielt zu Lebzeiten zudem Wohnungen und Häuser in Monte Carlo, Biarritz, Rom, Vermont und New York City. Er erwarb 1991 die  Villa Jako in Hamburg-Blankenese, die er 1998 wieder verkaufte.
Das Schloss in der Bretagne, Château de Penhoët, das Lagerfeld seiner Mutter, die dort auch beigesetzt wurde, nach dem Tod des Vaters 1967 gekauft hatte, verkaufte er im Jahr 2000.
Seit dem Tod seines Lebenspartners Jacques de Bascher 1989 lebte Lagerfeld nach eigenen Angaben am liebsten allein.
Lagerfeld galt als sehr disziplinierter Workaholic mit einer guten Allgemeinbildung. Seine Privatbibliothek soll ca. 300.000 Bücher umfasst haben.
1999 eröffnete Lagerfeld in Paris den Buchladen 7L (benannt nach dessen Adresse 7, rue de Lille). Im Jahr 2000 rief er zusammen mit dem Göttinger Verleger Gerhard Steidl, mit dem er seit 1993 unter anderem für Chanel zusammengearbeitet hatte, den Imprint-Verlag Edition 7L ins Leben. 2010 gründete Lagerfeld zusammen mit Steidl den Imprint-Verlag L.S.D. (Lagerfeld.Steidl.Druckerei.Verlag) für überwiegend deutschsprachige Bücher und wurde Programmchef dieses Verlages.

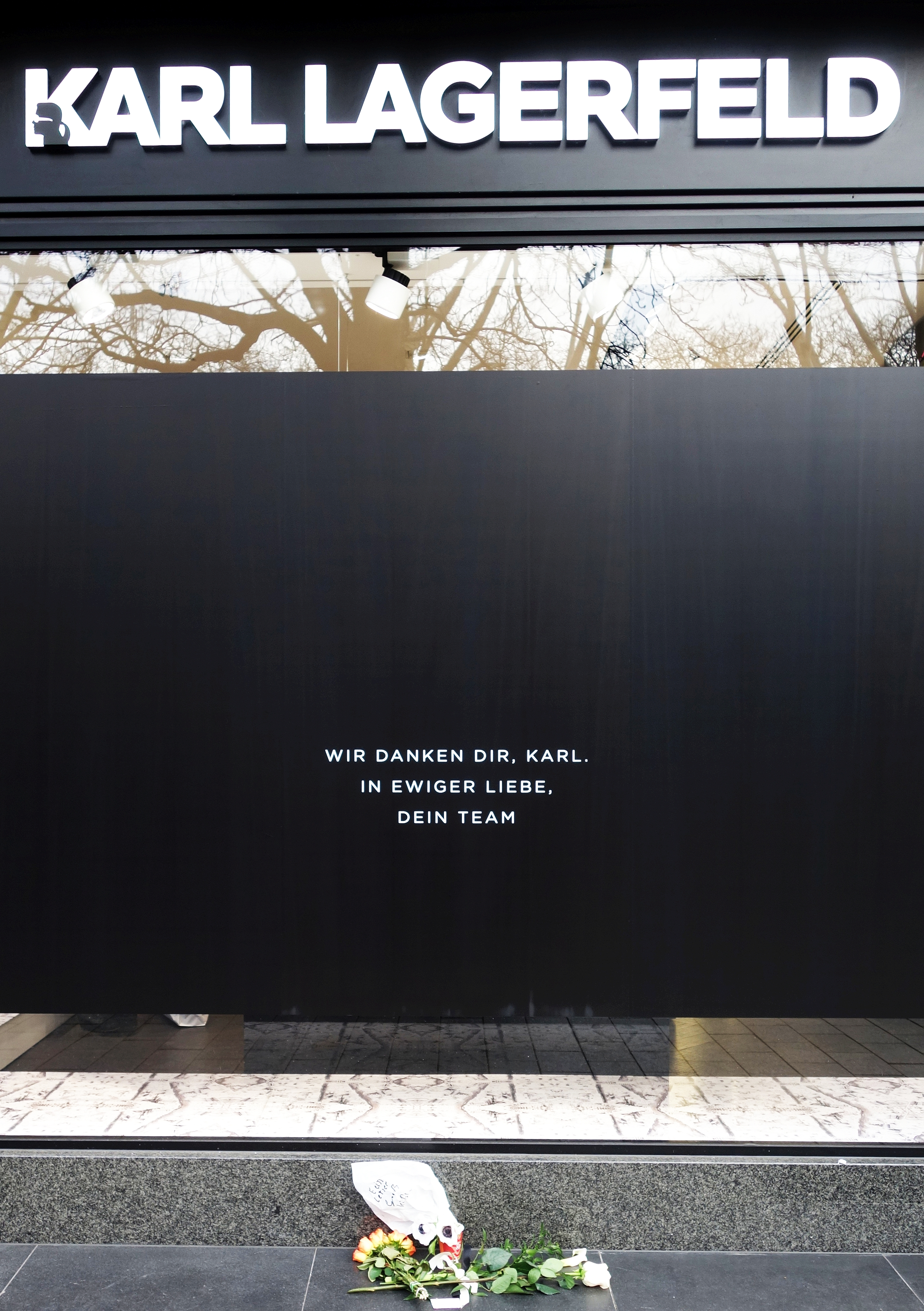
„Wir danken dir, Karl.
In ewiger Liebe,
dein Team“ Karl-Lagerfeld-Shop, Düsseldorf, Königsallee (20. Februar 2019)

### Tod
Laut ursprünglichen Berichten französischer Medien litt Lagerfeld an Bauchspeicheldrüsenkrebs. Nach Aussage einer deutschen Zeitschrift starb er an Prostatakrebs, was von seinem langjährigen Assistenten bestätigt wurde. Er wurde am 18. Februar 2019 ins Amerikanische Krankenhaus in Neuilly-sur-Seine eingeliefert und starb dort am Tag darauf im Alter von 85 Jahren.
Noch am selben Tag ernannte der Chanel-Konzern Lagerfelds langjährige „rechte und linke Hand“ Virginie Viard zu seiner Nachfolgerin als Kreativchefin. Sein Leichnam wurde am 22. Februar 2019 in Nanterre im Beisein von unter anderem Prinzessin Caroline von Monaco, ihrer Tochter Charlotte Casiraghi, Bernard Arnault und Virginie Viard eingeäschert. Auf Wunsch Lagerfelds fand keine große öffentliche Trauerfeier statt.
Im April 2018 hatte er in einem Interview gesagt, er lehne eine Beerdigung ab und wünsche sich, dass ein Teil seiner Asche zusammen mit der Asche seiner Mutter verstreut werde, während der andere Teil seiner Asche (wie er 2017 sagte) mit der seines 1989 verstorbenen Lebensgefährten Jacques de Bascher, die an einem geheimen Ort aufbewahrt sei, vereint werden solle. Lagerfelds Asche wurde am 22. Februar 2019 in Nanterre beigesetzt.

### Persönlicher Stil
Lagerfelds Markenzeichen war neben einem Haarzopf (einem ungeflochtenen Pferdeschwanz) eine dunkle Sonnenbrille, die einen Sehfehler korrigierte. Bis Anfang der 2000er-Jahre und vor allem während der 1980er- und 1990er-Jahre war der Designer bei öffentlichen Auftritten zudem mit einem Handfächer zu sehen. Nach eigener Aussage diente der Fächer hauptsächlich zur Abwehr von Zigarettenrauch und als Schutz gegen Paparazzi. Seine eigene Kleidung besorgte sich Lagerfeld damals vorwiegend bei japanischen Designern wie Matsuda, Comme des Garçons oder Yohji Yamamoto. Ab Mitte der 2000er-Jahre präsentierte er sich gerne in halboffenen Autofahrer-Handschuhen, hohem Hemdkragen, Silberschmuck der Marke Chrome Hearts und engen Hosen.

### Nachlass-Versteigerung
2022 wurde bei Sotheby’s in Köln der Nachlass von Karl Lagerfeld für 4,2 Millionen Euro versteigert. Zusammen mit den vorhergehenden Versteigerungen 2021 in Monaco und Paris belief sich der Erlös auf 22,5 Millionen Euro. Zur Auktion kamen unter anderem seine fingerlosen Handschuhe, ein Karl-Lagerfeld-Teddybär und ein Porträt mit seiner Katze Choupette.
Die meisten Objekte stammten aus seiner Villa im französischen Louveciennes bei Versailles. Das Herrenhaus aus dem 18. Jahrhundert (Petit Pavillon du Château de Voisins) war vor allem mit Möbeln und Werbeplakaten aus seiner Heimat ausgestattet. Ein besonderer Schwerpunkt war dabei deutsche Kunst des frühen 20. Jahrhunderts, darunter auch eine bedeutende Sammlung deutscher Werbeplakate. 
Im März 2024 wurde seine Wohnung in Paris für zehn Millionen Euro per Kerzenauktion versteigert.  Im Juli 2025 wurde seine Villa in Louveciennes ebenfalls per Kerzenauktion versteigert. Sie erzielte 4,685 Millionen Euro.

## Kreative Denkweise

### Barock und Bildung – und Rokoko
Es gibt zwei bedeutende Stränge von Lagerfelds Denkweise, die als Barock und Bildung bezeichnet werden können. So war für Lagerfeld die Bedeutung der barocken Allegorie und Falten (vgl. Gilles Deleuze: Die Falte. Leibniz und der Barock. 8. Auflage. Suhrkamp Verlag, 2020) und der Selbstbildung mit der Aneignung neuer kultureller Erkenntnisse die Quelle von Lagerfelds Modehistorismus und Zukunftsorientierung. Abgesehen von den vielen Rokoko-Zugehörigkeiten von Lagerfelds Modedesign, persönlichem Stil und Innendekoration beschwor Lagerfeld das Rokoko auch in seiner Kunstfotografie herauf, wie zum Beispiel in seinen von Daphnis und Chloé inspirierten Fotoserien.

## Karriere

### Anfänge in Paris
Am 14. Dezember 1954 nahm Lagerfeld in Paris den noch heute existierenden International Woolmark Prize des Internationalen Wollsekretariats IWS (1997 in The Woolmark Company umbenannt) in der Kategorie „Mantel“ entgegen. Die Organisation hatte in Paris mit einer Anzeigenkampagne Amateure aufgerufen, ihre Modeentwürfe einzusenden. Der damals für das Haus Dior arbeitende Yves Saint Laurent gewann im selben Wettbewerb den Preis in der Kategorie „Abendkleid“. Lagerfeld bekam daraufhin eine Stelle als Assistent bei Pierre Balmain, der neben Hubert de Givenchy Juror des Wettbewerbs gewesen war. Während seiner Zeit bei Balmain absolvierte er eine Schneiderlehre und der Entwurf seines preisgekrönten Wollmantels ging bei Balmain in Produktion.
1958 wechselte Lagerfeld zu Jean Patou und war dort von 1958 bis 1963 Künstlerischer Direktor. Seine erste Kollektion präsentierte er im Juli 1958 unter dem Namen Roland Karl. Nach Ablauf seines Exklusivvertrags bei Patou war Lagerfeld freiberuflich für Modefirmen wie Mario Valentino, Krizia und die Discounter-Kette Monoprix tätig. 1964 begann er ein Kunststudium in Paris, das er nach drei Jahren aufgab. Aus der anfänglichen Freundschaft zwischen Lagerfeld und Saint Laurent entwickelte sich über die Jahre Rivalität.

### 1960/70er: Chloé, Fendi etc.
1963 wechselte Lagerfeld als künstlerischer Direktor zu Chloé, entwickelte dort bis 1978 Kollektionen und verließ das Unternehmen nach Unstimmigkeiten mit den Eigentümern. In den 1960er-Jahren experimentierte er in seiner Mode mit Elementen des Art déco. Auch privat war er Anhänger des Art déco; er häufte über die Jahre eine immense Sammlung an Einrichtungsgegenständen dieser Epoche an. Weltweite Anerkennung brachte ihm 1972 die Deco-Kollektion bei Chloé ein, die aus Schwarz-Weiß-Drucken mit geschicktem, asymmetrischem Schnitt bestand. Seit 1964/65 entwarf Lagerfeld für das italienische Pelz- und Modeunternehmen Fendi, das heute vollständig zum Luxusgüterhersteller LVMH gehört. Er entwarf für Fendi das weltweit bekannte umgekehrte FF-Logo (das sog. „Doppel-F“-Symbol bzw. „Zucca“-Logo) und ließ sich es schützen. Parallel dazu nahm er weiterhin Designaufträge für andere Unternehmen an, wie etwa für die damals von dem texanischen Milliardär Evan Richards von Rom aus auf den amerikanischen Markt gebrachte Modemarke Tiziano Roma. Aus diesen Zeiten rührt die Freundschaft Lagerfelds mit seinem Modeschöpfer-Kollegen Valentino Garavani.
1974 gründete Lagerfeld in Deutschland unter dem Namen Karl Lagerfeld Impression sein erstes eigenes Unternehmen. In den Jahren 1978–1983 war er selbstständig für verschiedene Unternehmen tätig, auch wieder für das Haus Chloé, wo ihm 1983 Guy Paulin nachfolgte; sein Vertrag mit Chloé lief jedoch weiter.

### 1980er: Chanel und Professur
Ende 1982 stellte der Eigentümer von Chanel, Alain Wertheimer, Lagerfeld als Designer der Haute-Couture-Kollektion an. Die Umsätze des traditionsreichen Modehauses hatten nach dem Tod von Coco Chanel (1883 – 1971) stark nachgelassen, und Wertheimer wagte mit einem Designer, der zuvor noch keine Haute-Couture-Mode verantwortet hatte, einen unkonventionellen Neustart. Lagerfeld nahm die Stelle an, obwohl ihm sein Umfeld davon abgeraten hatte. In der Folge wurde er Chefdesigner der Chanel-Kollektion und der Prêt-à-Porter-Sparte. Lagerfelds erste Chanel-Kollektion wurde am 5. Februar 1983 präsentiert. Er verhalf der damals etwas angestaubten Modemarke für ältere Damen durch moderne, bisweilen unkonventionelle Interpretationen des Erbes von Coco Chanel wieder zu ihrem alten Glanz und trug durch den Ausbau der Kollektionen maßgeblich dazu bei, dass Chanel heute auch bei jungen Frauen zu den tonangebenden Top-Marken in der hochpreisigen Damenmode zählt. Kritiker bemängeln bisweilen, dass Lagerfeld – wenngleich mit immensem finanziellen Erfolg für das Haus Chanel – lediglich die Ideen von Coco Chanel zeitgemäß umsetzte, statt die Marke mit etwas Eigenem zu bereichern. Von 1992 bis 1997 war Lagerfeld auch wieder für Chloé als Chefdesigner tätig, bis er dort von Stella McCartney abgelöst wurde.
Von 1980 bis 1984 war Lagerfeld als erster Modeschöpfer in einer bis heute fortgeführten Reihe Gastprofessor der Modeklasse an der Universität für angewandte Kunst Wien; seine Nachfolgerin war Jil Sander.

### 1990er: eigene Modemarke
1984 hatte Lagerfeld mit dem französischen Textilhersteller Bidermann sein eigenes Label Karl Lagerfeld gegründet, das für extravagante Strickmode bekannt wurde, allerdings nicht profitabel war. 1987 kaufte der französische Luxusgüterkonzern Cora-Revillon die Rechte der Marke, der 1992 seinerseits von Dunhill aufgekauft wurde und nach einer Fusion mit Cartier in der Vendome-Gruppe (dem späteren Richemont-Konzern) aufging. Vendome liquidierte die Marke Lagerfeld nach schlechten Umsätzen sowie hohen Verlusten und gab die Markenrechte 1997 an Lagerfeld zurück. Dieser startete 1998 unter dem Namen Lagerfeld Gallery und zunächst einer kleinen, selbst kreierten Damenkollektion neu. Mit Hilfe von Andrée Putman wurden Lagerfeld-Gallery-Boutiquen in Paris (40, Rue de Seine) und Monaco eröffnet, in denen Lagerfelds exklusive Mode neben ausgewählten Artikeln von Fendi sowie Bücher und Fotografien verkauft wurden. Die Damenkollektionen wurden ab 1999 bei den Modenschauen in Paris präsentiert. Für Damen gab es ab 2002 unter dem Namen Lagerfeld Gallery by Diesel zudem eine Kooperation mit dem italienischen Jeanshersteller Diesel. Bis Mitte der 2000er-Jahre existierte von der Marke Lagerfeld Gallery auch Männermode, die ebenso in Paris vorgeführt wurde.
Bereits 1988 war die Zweitlinie KL by Karl Lagerfeld zusammen mit der Steilmann-Gruppe lanciert worden, die die Zusammenarbeit allerdings 1995 einstellte. 1996 begann Lagerfeld eine Kooperation mit Quelle und bot die Damenkollektion KL by Karl Lagerfeld bis 1999 im Quellekatalog an. 1999 ging die Lizenz für die Lagerfeld-Damenkollektion an die Miltenberger FD Fashion Design, die bereits seit 1989 die weltweite Lizenz (außer für Japan und die USA) für die Herrenkollektion hielt.

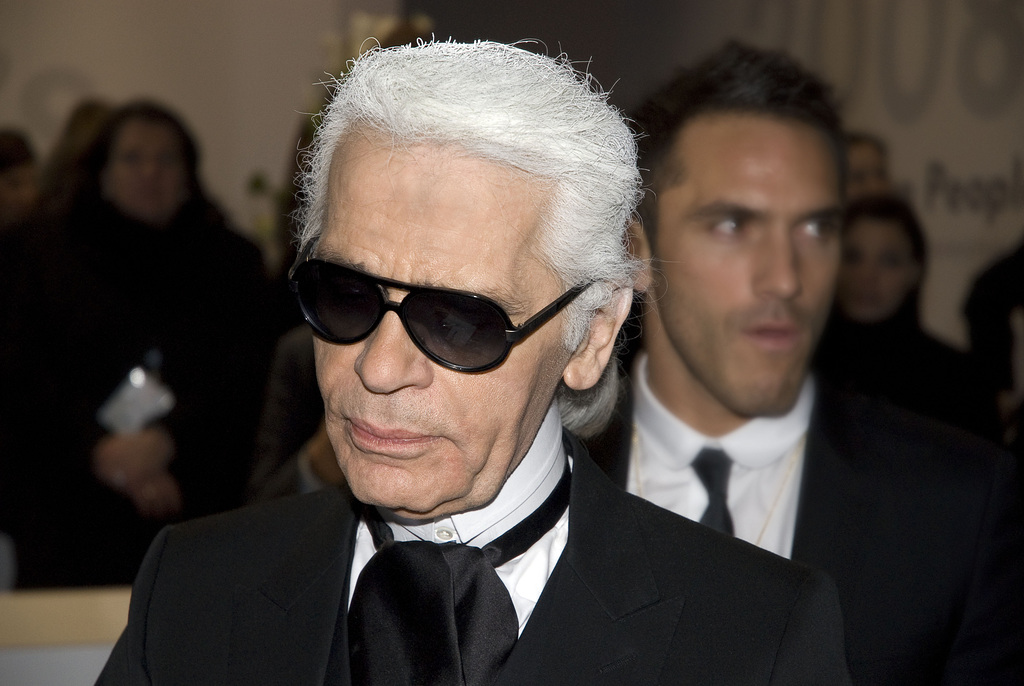
Lagerfeld mit seinem Leibwächter Sébastien Jondeau, der bisweilen auch als Modell auftritt, 2008

### Models und Musen
Lagerfeld gilt als der Entdecker des ehemaligen Top-Models Claudia Schiffer, seiner zeitweiligen Muse, die 1993 in einem von Lagerfeld mit Koranversen bestickten Mieder auf einer Modenschau einen Skandal provozierte. Davor war Inès de la Fressange seine Muse gewesen, doch die Zusammenarbeit endete 1989. Zu Lagerfelds zahlreichen anderen Musen gehören die männlichen Models Brad Kroenig und Baptiste Giabiconi sowie die weiblichen Models Toni Garrn, Freja Beha Erichsen, Lara Stone und Daria Werbowy, weiterhin die Sängerinnen Beth Ditto und Florence Welch.

### Zusammenarbeit mit H&M
Im November 2004 erregte Lagerfeld Aufsehen durch seine Zusammenarbeit mit dem schwedischen Discount-Modefilialisten Hennes & Mauritz (H&M), für den er eine kostengünstige Modekollektion mit 20 Artikeln für Damen und zehn für Herren sowie ein Parfüm namens Liquid Karl entwarf. Lagerfeld war H&Ms erster Design-Kooperationspartner, ihm folgten unter anderem Stella McCartney (2005), Viktor & Rolf (2006), Roberto Cavalli (2007), Comme des Garçons (2008), Matthew Williamson (2009), Jimmy Choo (2009), Lanvin (2010), Versace (2011), Marni (2012).

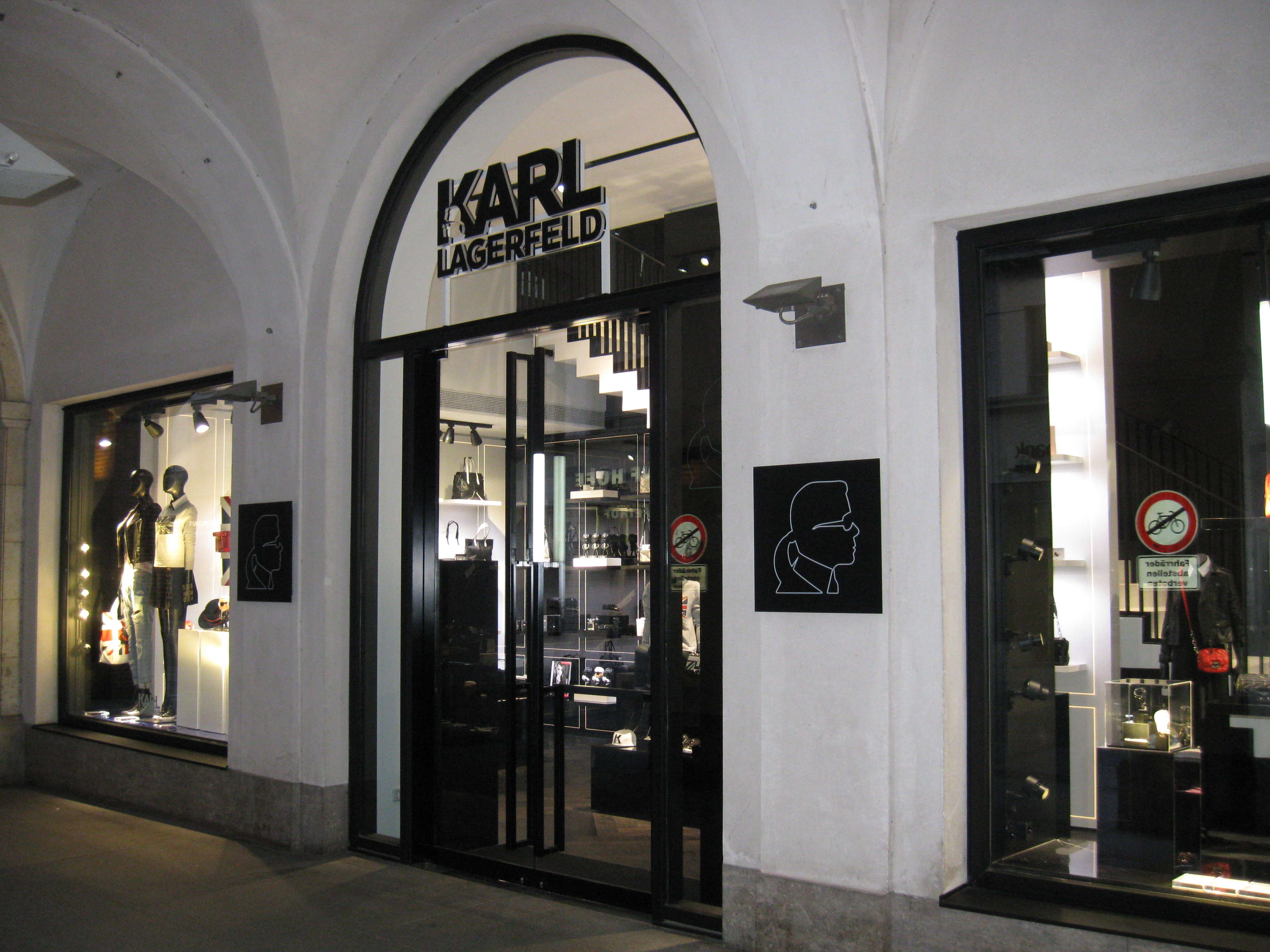
Eine Lagerfeld-Filiale in München, 2014

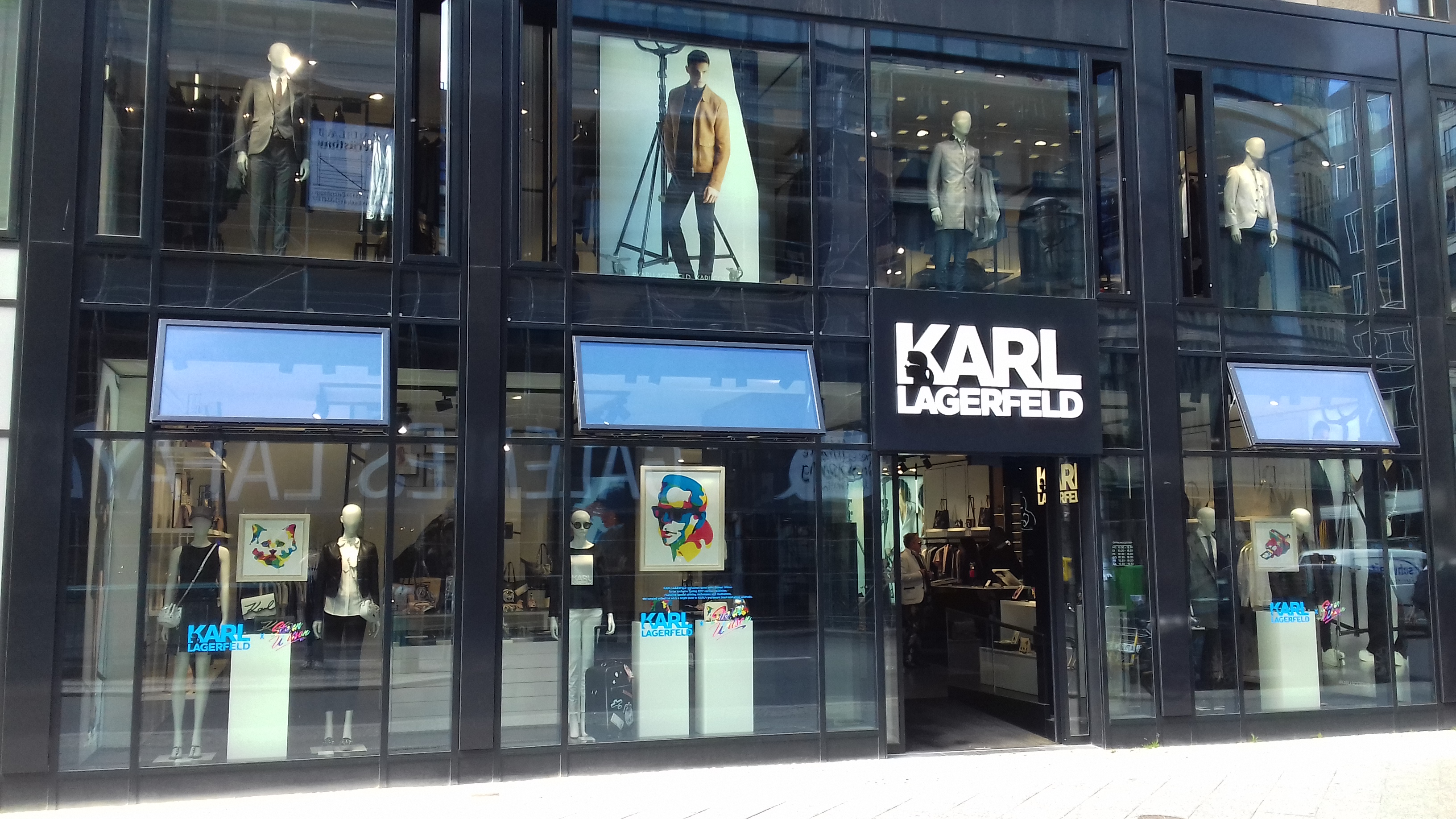
Filiale in der Friedrichstraße in Berlin, 2017

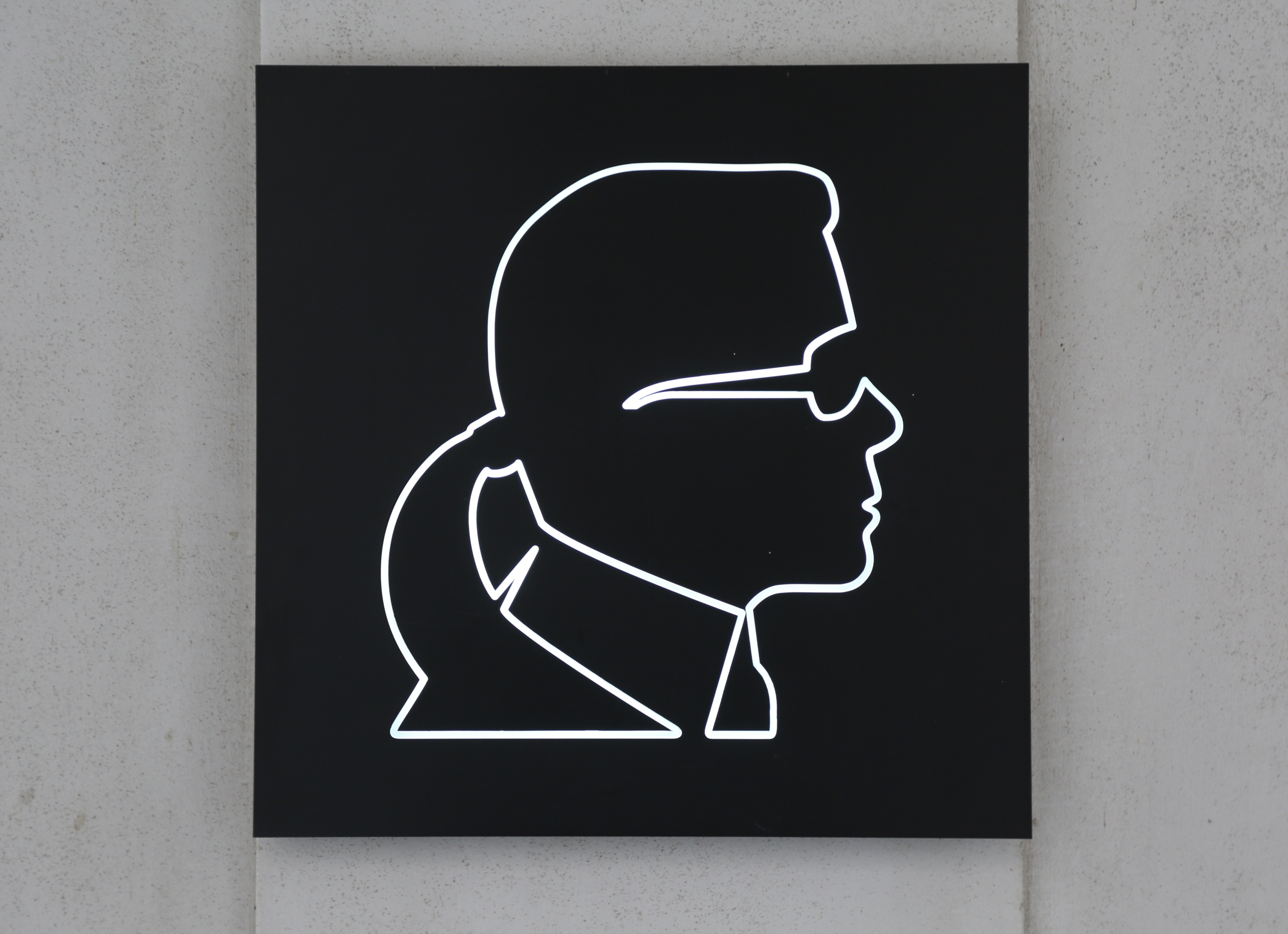
Logo der Läden, München 2019

### Tommy Hilfiger
2005 kaufte der US-Modekonzern Tommy Hilfiger die Marke Lagerfeld inklusive aller Lizenzen für 27,5 Mio. $. Die hochpreisige Pariser Kollektion Lagerfeld Gallery für Damen wurde umbenannt in Lagerfeld Collection und ab 2006 durch zwei jüngere, preiswertere Labels – Karl Lagerfeld für Damen sowie KL Lagerfeld für Herren – komplementiert, die sich am Stil der New Yorker Modeszene orientieren. Die Lagerfeld-Gallery-Mode für Herren wurde eingestellt. Lagerfeld Collection wurde von Lagerfeld selbst in Paris entworfen; um die Marke Karl Lagerfeld kümmerte sich ein Hilfiger-Designteam in New York. Die Kollektionen wurden auf den Modenschauen in New York gezeigt. Mitte 2006 beschloss die Tommy Hilfiger Corp., selbst erst Ende 2005 vom britischen Finanzinvestor Apax Partners aufgekauft, die Lagerfeld-Kollektionen in den USA nicht mehr zu vertreiben und die Zweitlinie Karl Lagerfeld für Damen einzustellen. Die Lagerfeld-Gallery-Boutiquen in Paris und Monaco wurden geschlossen. Die Hauptkollektion Lagerfeld Collection wurde schließlich umbenannt in Karl Lagerfeld und bei den Modenschauen in Paris gezeigt. 2007 wurde die Fertigung der Hauptkollektion Karl Lagerfeld an das italienische Unternehmen Vaprio Stile vergeben. Im selben Jahr lancierte Tommy Hilfiger die Brückenkollektion K Karl Lagerfeld für Damen und Herren für den europäischen Markt und Kanada, die mit Beschluss von 2009 zum Frühjahr 2010 wieder eingestellt wurde. Die Lizenz-Herrenkollektion, immer noch von FD Fashion Design gefertigt, hieß seither schlicht LAGERFELD.
Im März 2010 wurde die Marke Tommy Hilfiger von Apax Partners an Phillips-Van Heusen (PVH), einen amerikanischen Bekleidungshersteller, zu dem u. a. die Marke Calvin Klein gehört, verkauft. Die Marke Karl Lagerfeld war nicht Teil dieses Verkaufs und blieb im Besitz der Beteiligungsgesellschaft Apax Partners.

### Karl Lagerfeld B.V.
Im September 2010 sagte Lagerfeld die für den 3. Oktober während der Pariser Schauen geplante Modenschau seines Labels Karl Lagerfeld ab. Die Damen-Modenschau im März 2010 in Paris (Saison Herbst/Winter 2010/11) war damit die vorerst letzte des Lagerfeld-Labels. Er wolle die Zeit stattdessen nutzen, um sich auf die Entwicklung einer neuen – vorwiegend, aber nicht ausschließlich für Damen konzipierten – Marke namens Karl zu konzentrieren, die im niedrigpreisigeren 'Masstige'-Segment (Kunstwort aus 'Masse' und 'Prestige', quasi 'Prestige für die Massen') angesiedelt sein werde. Dazu wurde in Amsterdam unter der Regie von Apax Partners die Karl Lagerfeld B.V. gegründet. Die Karl-Damenmode, ursprünglich für Herbst/Winter 2011 geplant, wurde ab Ende Januar 2012 zunächst nur online, dann auch im Einzelhandel verkauft. Der Launch der Herrenmode des Labels Karl begann mit der Herbst-Kollektion 2012 und ergänzt die weiterhin von FD Fashion Design entworfene LAGERFELD-Herrenlinie. In London und Saint Tropez wurden im Sommer 2012 Pop-up-Ladengeschäfte der Marke Karl eröffnet. Zudem kam in Lizenz-Zusammenarbeit mit Ittierre ab Herbst/Winter 2012 eine höherpreisige Hauptkollektion namens Karl Lagerfeld Paris für Damen und Herren auf den Markt, die nicht nur online, sondern auch in Ladengeschäften verkauft wurde. Die Zusammenarbeit mit Ittierre endete Mitte 2013. Folglich wurde das Portfolio auf die Marken Karl Lagerfeld (Damen und Herren) sowie Lagerfeld (Herren) beschränkt. Im Februar 2013 eröffnete das erste Karl-Ladengeschäft in Paris.
Im April 2014 kaufte PVH von Apax Partners eine Minderheitsbeteiligung an dem Unternehmen Karl Lagerfeld. 2014 und 2015 brachte das Unternehmen in Zusammenarbeit mit Interparfums drei neue Parfüms jeweils für Damen und Herren auf den Markt: Karl Lagerfeld, Paradise Bay und Private Klub. Ende 2015 existierten in Europa ca. ein Dutzend eigene und drei von Partnern betriebene Lagerfeld-Ladengeschäfte, darunter Standorte in Paris, London, Berlin (3×), Düsseldorf, München (2×), Amsterdam, Antwerpen und Kopenhagen. Darüber hinaus gibt es Verkaufsflächen in größeren Kaufhäusern wie Printemps oder Galeries Lafayette. Weitere Boutiquen stehen in Russland, Saudi-Arabien, Katar und China.
2015 wurde eine Kinderkollektion unter dem Namen Karl Lagerfeld Kids aufgelegt. Mitte 2015 wurde ein Joint Venture mit der US-amerikanischen G-III Apparel Group und deren Tochtergesellschaft AM Retail Group zur Erschließung des nordamerikanischen Marktes vereinbart. Für die USA wurden die separaten Karl Lagerfeld Paris Lizenz-Kollektionen für Damen und Herren aufgelegt. 2016 wurde mit dem USA-Geschäft ein Umsatz von 50 Millionen Dollar erwirtschaftet. Im April 2018 eröffnete ein Lagerfeld-Flagshipstore in SoHo (Manhattan); weitere Geschäfte in den USA sind geplant. G-III Apparel Group unterhält in den USA zudem einen eigenen Lagerfeld-Onlineshop und acht Lagerfeld-Outlets. Ein separater Onlineshop für Europa und den Rest der Welt (inklusive USA) mit Damen- und Herrenmode sowie -Accessoires wird seit 2015 in Zusammenarbeit mit der Yoox Net-a-Porter Group unterhalten. Im Herbst 2016 vergab Lagerfeld für 2017 eine Schuhlizenz an den britischen Schuhhersteller Overland Shoes Ltd. Im Frühjahr 2017 entwarf der Illustrator und Künstler Steven Wilson eine Mode- und Accessoires-Kollektion für Karl Lagerfeld. Im Mai 2017 lancierte Lagerfeld in Zusammenarbeit mit Swarovski eine Schmuckkollektion für Damen. Mitte 2017 leitete das Unternehmen Karl Lagerfeld B.V. die Expansion auf dem deutschsprachigen Markt ein. Anfang 2018 wurden die Herrenkollektionen Karl Lagerfeld und LAGERFELD zu einer Kollektion zusammengefasst.
2011 wurde Pier Paolo Righi, ein ehemaliger Reusch-Manager und Nike-Europachef, CEO und Präsident der Karl Lagerfeld B.V. mit Sitz in Amsterdam. Der Umsatz des Unternehmens wurde für das Jahr 2014 auf über 100 Millionen Euro geschätzt. Zu Nachfolgern von Karl Lagerfeld als Chefdesigner und Kreativchefs der Marke Karl Lagerfeld wurden der Design-Direktor der Marke Hun Kim und Carine Roitfeld, die frühere Herausgeberin der französischen „Vogue“, ernannt.

## Kollektionen

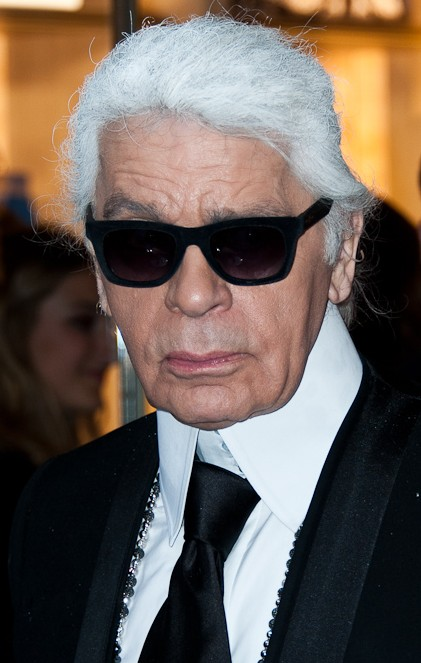
Karl Lagerfeld (2014)

Von Karl Lagerfeld jährlich kreierte Mode-Kollektionen (Stand 2017):
| Karl Lagerfeld (vier Kollektionen pro Jahr) | Chanel (acht Kollektionen) | Fendi (zwei Kollektionen)                                                   |
| --- | --- | --------------------------------------------------------------------------- |
| - Karl Lagerfeld (Damen-Konfektion, Frühling/Sommer und Herbst/Winter) - Karl Lagerfeld (Herren-Konfektion, F/S und H/W) - Karl Lagerfeld Kids (Kinder-Konfektion durch Lizenzpartner, F/S und H/W) - LAGERFELD (2018 aufgelöst) (Herren-Konfektion durch Lizenzpartner, F/S und H/W) | - Haute Couture (Damen-Maßkollektion im obersten Preissegment, F/S und H/W) - Prêt-à-porter (Damen-Konfektion, F/S und H/W – je Saison Vor- und Hauptkollektion) - Cruise/Resort (Croisière) (Damen-Saisonkonfektion mit Frühlingsmode zur Winterzeit) - Métiers d’art (Damen-Saisonkonfektion mit Herbstmode zur Sommerzeit) | - Prêt-à-porter (Damen-Konfektion, F/S und H/W, Co-Design mit Silvia Fendi) |

Die wichtigsten Modefirmen, für die Karl Lagerfeld als Designer tätig war:
- 1955–1958: Pierre Balmain
- 1958–1963: Jean Patou
- 1963–1978 (1983), 1992–1997: Chloé
- 1965–2019: Fendi
- 1974–2019: Karl Lagerfeld (Karl Lagerfeld Impression, KL by Karl Lagerfeld, Lagerfeld Gallery, Lagerfeld, Karl Lagerfeld etc.)
- 1982–2019: Chanel
- 2004: Hennes & Mauritz (H&M)

## Kollaborationen und Projekte

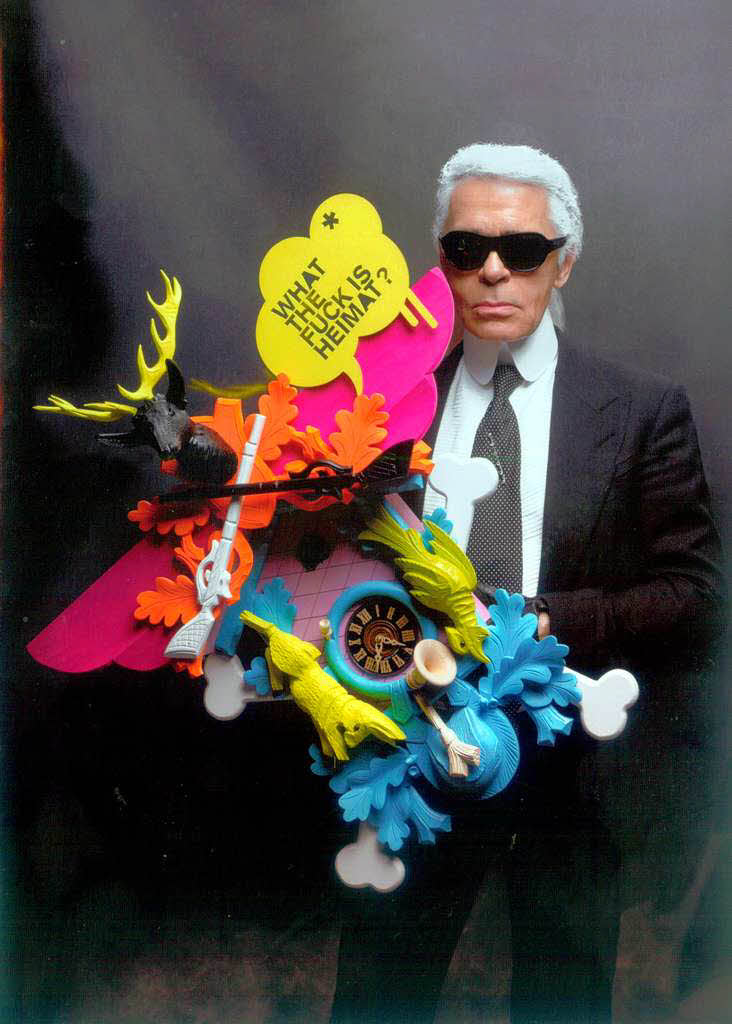
Lagerfeld mit einer Kuckucksuhr des Street-Art-Künstlers Stefan Strumbel, 2008

In den 1980er Jahren gab es eine Fernsehserie über Modegeschichte. Lagerfeld erläuterte Mode im Wandel der Zeit anhand von Zeichnungen, die er vor laufender Kamera ausführte (zum Beispiel Unterschiede der Mode in Deutschland von 1610 zu 1620). Für Madonna entwarf Lagerfeld die Bühnenoutfits ihrer Re-Invention World Tour im Jahr 2004. 2005/2006 war Lagerfeld für Kylie Minogue tätig.
2008 kreierte Lagerfeld einen Steiff-Teddybären im typischen Lagerfeld-Outfit, der in den USA für 1500 $ verkauft wurde. Im Anfang 2008 vorgestellten Videospiel Grand Theft Auto IV ist Lagerfelds Stimme als Radiomoderator des fiktiven Senders K109 zu hören. Ab Mitte 2008 war Lagerfeld in das Design einer ganzen Insel namens Isla Moda samt Wohnungen, Hotels und Geschäften vor der Küste Dubais nahe The World involviert. Das Projekt war bis Ende 2010 nicht verwirklicht worden, und Lagerfeld zog sich als Designer zurück.
Der italienisch-amerikanische Spielzeughersteller tokidoki produzierte Ende 2009 eine Lagerfeld nachempfundene, 25 cm große Spielzeugfigur in einer Stückzahl von 1000 Exemplaren, die für je € 129 verkauft wurde.
Ende 2009 kollaborierte Lagerfeld mit dem französischen Helm-Hersteller Les Ateliers Ruby und entwarf einige Motorradhelm-Modelle und einen Seiden-Schal.
Für Coca-Cola entwarf Lagerfeld Anfang 2010 eine Flasche der Sorte Coca-Cola Light, die in limitierter Stückzahl für 3,50 Euro erhältlich war. Im Juni 2010 betätigte sich Karl Lagerfeld im Satiremagazin Eulenspiegel als Karikaturist. Mitte 2010 nahm Lagerfeld für einen Tag die Position des Chefredakteurs der französischen Tageszeitung Libération ein und gestaltete dafür einige Karikaturen. In Deutschland gestaltete Karl Lagerfeld die Ausgabe der Wochenzeitung Welt am Sonntag vom 1. Dezember 2013 mit eigenen Fotos, Texten und Farbillustrationen.
Für die Herbst-/Winter-Saison 2010 präsentierte der Schmuckhersteller Swarovski von Karl Lagerfeld für Atelier Swarovski entworfene Armreife, Halsketten und Broschen sowie das Diadem für die Debütantinnen des Wiener Opernballs 2017.
Der italienische Schuhhersteller Hogan, der zur Tod’s-Gruppe um Diego della Valle gehört, präsentierte im Oktober 2010 eine einmalige Design-Zusammenarbeit mit Karl Lagerfeld über sechs Entwürfe in den Bereichen Schuhe, Kleidung und Accessoires für Damen für die Saison Frühjahr 2011. 2011 wurde die Zusammenarbeit mit Lagerfeld für eine Herbst/Winter-Kollektion bei Hogan erneuert.
Ab 31. August 2011 wurde in den USA im Rahmen einer Kooperation mit der amerikanischen Kaufhauskette Macy’s für deren IMPULSE-Designerkollektionen einmalig von Karl Lagerfeld als limitierte „capsule collection“ entworfene Damenmode im niedrigen Preissegment angeboten.
2015 entwarf Lagerfeld unter dem Namen Karl Lagerfeld Sport City eine 18-teilige Damenkollektion für den deutschen Onlinehändler Zalando. Im Frühjahr 2017 arbeitete er mit dem französischen Textilhersteller Vilebrequin zusammen und präsentierte eine Bademodenkollektion. 2017 wurde bekannt, dass Lagerfeld mit dem australischen Kosmetikhersteller ModelCo 2018 eine limitierte Beauty-Serie herausbringen wollte. Im Herbst 2018 arbeitete er für Puma, einen der weltweit größten Sportartikelhersteller.

## Parfüm
Im Jahr 1975 kreierte Lagerfeld zusammen mit Chloé das Parfüm Chloé for Woman, das für seinen blumigen Duft bekannt ist. In Zusammenarbeit mit Fabergé, ab 1989 Unilever und ab 2005 Coty, entwickelte er im Laufe der Zeit verschiedene weitere Parfüms unter seinem Namen: 1978 brachte er das Herrenparfüm Lagerfeld auf den Markt, 1982 folgte KL (Damen) und 1986 KL Homme (eingestellt). 1990 kam das Herrenparfüm Lagerfeld Photo heraus, 1994 das Damenparfüm Sun Moon Stars. Es folgten 1997 Jako (Herren) sowie Lagerfeld Femme (2000) und Lagerfeld Man (2002). 2004 entwarf er speziell für H&M das Parfüm Liquid Karl. 2008 wurde die Kapsule-Unisex-Kollektion lanciert (Woody, Light und Floriental).
Das Unternehmen Karl Lagerfeld B.V. stellte 2014  zwei neue Parfüms vor, die schlicht die Namen Karl Lagerfeld (Damen) und Karl Lagerfeld Pour Homme (Herren) tragen. Sie waren ein neuer Versuch, auf dem Markt der Parfüms wieder Fuß zu fassen, nachdem die letzten Produkte aufgrund geringer Verkaufszahlen nicht überzeugen konnten. 2015 brachte Lagerfeld in Zusammenarbeit mit Interparfums, Inc. zwei weitere Parfüms jeweils für Damen und Herren auf den Markt: Paradise Bay und Private Klub. 2016 präsentierte er das Parfüm Ocean View, jeweils für Damen und Herren. 2017 folgten Fleur de Pécher für Damen und Bois de Vétiver für Herren. Im Frühjahr 2018 kamen das Damenparfüm Fleur de Mûrier und das Herrenparfüm Bois de Yuzu hinzu. Diese vier Parfüms fasst das Haus Lagerfeld in der Kollektion Les parfums matières zusammen.

## Kostümbildnerei
Lagerfeld war wiederholt als Kostümbildner für Theater und Oper tätig, etwa 1978 in Genua (Der grüne Kakadu/Komtesse Mizzi von Arthur Schnitzler, Regie Luca Ronconi); 1980 am Wiener Burgtheater (Komödie der Verführung von Arthur Schnitzler, Regie Horst Zankl, Bühnenbild Hans Hollein) sowie beim Maggio Musicale in Florenz (Les Contes d’Hoffmann von Jacques Offenbach, Regie Ronconi); 1982 an der Mailänder Scala (Les Troyens von Hector Berlioz, Regie Ronconi, Bühnenbild Ezio Frigerio); 1991 bei den Salzburger Festspielen (Der Schwierige von Hugo von Hofmannsthal, Regie Jürgen Flimm, Bühnenbild Erich Wonder; diese Produktion wurde später vom Wiener Burgtheater übernommen).

## Betätigung in der Fotografie

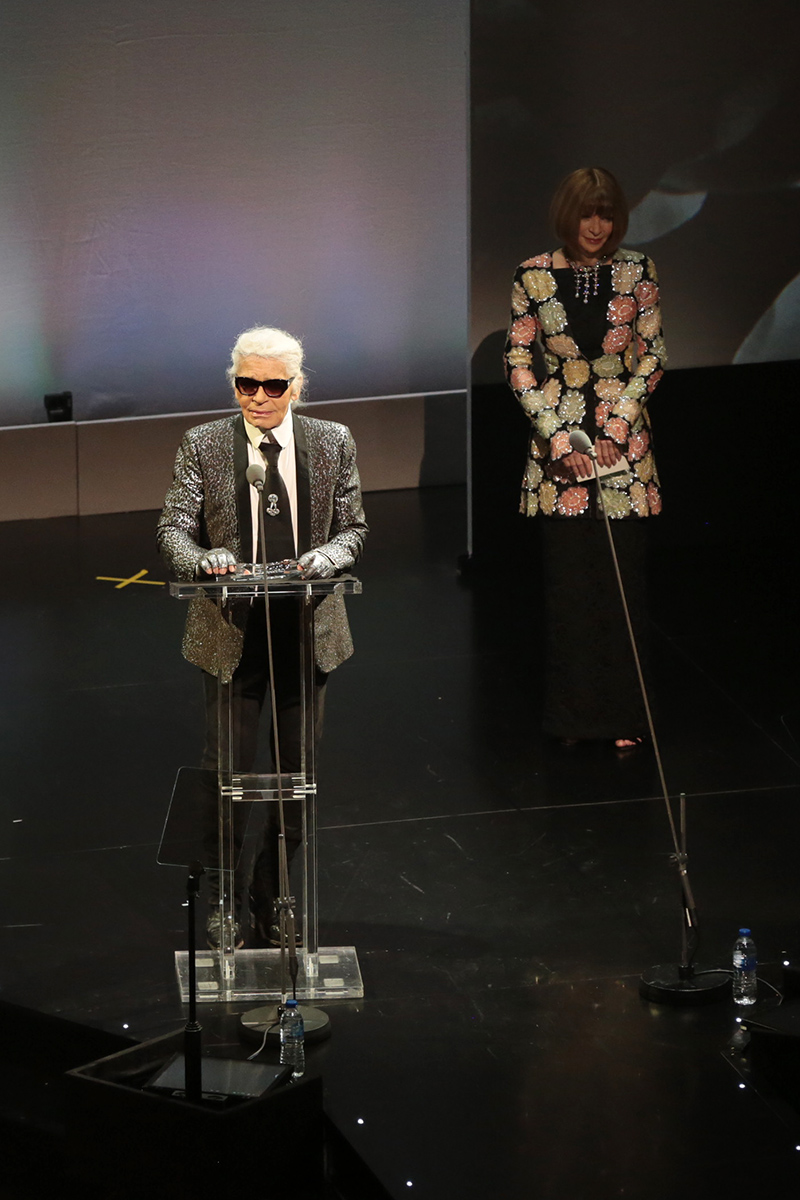
Lagerfeld mit Anna Wintour, 2014

Neben der Mode und der Kostümbildnerei entdeckte Lagerfeld 1987 die Fotografie als neues Betätigungsfeld. 1993 begann eine enge Zusammenarbeit mit dem Verleger Gerhard Steidl. Lagerfeld betrachtete Steidl als „besten Drucker der Welt.“ Bis zu seinem Tod veröffentlichte Lagerfeld zahlreiche Fotobücher im Steidl Verlag. 2012 zeichnete die Stiftung Buchkunst sein Buch The Little Black Jacket als eines der schönsten deutschen Bücher aus. Lagerfeld besaß eine der weltweit größten Fotobuchsammlungen. 1996 erhielt er für seine Arbeiten den Kulturpreis der Deutschen Gesellschaft für Photographie. Vom 11. November 2006 bis 18. Februar 2007 wurden 350 Fotografien und Multimedia-Installationen Lagerfelds in der Berliner Galerie C/O Berlin ausgestellt. Unter dem Titel One Man Shown zeigten sie alle das US-amerikanische Fotomodell Brad Kroenig, das der Designer entdeckt und gefördert hatte. Die klassischen Schwarzweiß-Porträts, die in einem Zeitraum von dreieinhalb Jahren entstanden und sowohl Modeaufnahmen als auch Aktfotografien einschlossen, waren beim Publikum erfolgreich. Die Kritik reagierte verhalten und teilweise ablehnend auf die fotografischen Studien Lagerfelds. Während das Magazin Der Spiegel die Gleichförmigkeit der Bilder anprangerte und attestierte, dass der Modeschöpfer auch Langeweile perfekt verkaufen könne, kritisierte der US-amerikanische Star-Fotograf David LaChapelle Lagerfeld als „Dilettanten“, der der Geschichte der Fotografie nichts Neues hinzuzufügen hätte. Lagerfeld war u. a für die Werbekampagne der Champagnermarke Dom Pérignon verantwortlich und arbeitete dabei wieder mit Claudia Schiffer zusammen. Für den Volkswagen-Konzern inszenierte er die Werbung für das Phaeton-Modell und ist ebenfalls im Werbefilm für eine Sonderedition des Golf zu sehen. Für die Märzausgabe 2011 des deutschen Playboy fotografierte er Natalia Wörner.
In einer modernisierten Fotostory des antiken Mythos von Daphne und Chloe nach dem griechischen Dichter Longus inszenierte er die beiden Models Baptiste Giabiconi und Bianca Balti vor der Naturkulisse Südfrankreichs. Der Bildband Moderne Mythologie aus dem Jahr 2013 zeigt Lagerfelds Vorstellung des idyllischen Lebens in monumentalen Schwarzweiß-Fotografien, angelehnt an die klassische Textquelle.
Lagerfeld experimentierte mit alten fotografischen Mitteln – mit Silbergelatine oder mit der Daguerreotypie auf kleinen Metallplatten. Seine Fotografie zeichnet sich aus durch das Artifizielle, die Illusion des Malerischen und die Überwindung der Banalität der gewöhnlichen Welt. Psychologische oder biografische Erforschung seiner Objekte interessieren ihn nicht. In der Verherrlichung der Oberfläche und der Darstellung der Bilderwelt der Reklame ist sein Werk mit Andy Warhol vergleichbar. 2020 war seine erste große Retrospektive in Halle zu sehen.

## Programmchef des Steidl Verlagsimprints L.S.D.
Neben seinen Fotobüchern war Lagerfeld dem Steidl Verlag auch ab 2010 als Programmchef des Imprints L.S.D. (Lagerfeld. Steidl. Druckerei. Verlag) verbunden, in dem der „Vielleser“ eine Auswahl deutschsprachiger Bücher, vor allem Übersetzungen aus dem Englischen und Französischen zur Veröffentlichung vorgeschlagen hatte, die seine „vielseitigen Interessen“ – Literatur, Biografie, Mode, Kunst, Ästhetik, Musik – spiegelten. Bei einigen dieser im Steidl Verlag gedruckten Titel war er auch als Illustrator oder/und als Herausgeber aufgetreten.

## Werke
- Umschlagvignette für Valeska Gert: Die Bettlerbar von New York. arani-Verlagsgesellschaft, Berlin-Grunewald 1950 (2. Aufl. im Selbstverlag o.O.u.J., ca. 1958; 3. Auflage: L.S.D. im Steidl Verlag, Göttingen 2012, ISBN 978-3-86930-368-0)
- Des Kaisers neue Kleider von Hans Christian Andersen. Illustrationen von Lagerfeld. Verlag Coppenrath, Münster 1992, ISBN 3-88547-791-2
- off the record. Steidl Verlag, Göttingen 1994, ISBN 3-88243-338-8
- Visions and a Decision von Karl Lagerfeld und Amanda Harlech. Steidl Verlag, Göttingen 2007, ISBN 978-3-86521-546-8
- Metamorphoses of an American. Steidl Verlag, Göttingen 2008, ISBN 978-3-86521-522-2
- I'm Drinking Stars. Dom Pérignon. A History of Champagne. Steidl Verlag, Göttingen 2009, ISBN 978-3-86521-750-9.
- Numéro Couture. Von Karl Lagerfeld und Babeth Djian. Steidl Verlag, Göttingen 2015, ISBN 978-3-95829-057-0
- In the Rooms of Her Own. Chanel’s 1932 Jewellery Collection. Photos von Karl Lagerfeld. Steidl Verlag, Göttingen 2017, ISBN 978-3-95829-121-8

## Ausstellungen
- Karl Lagerfeld, Apolda, 23. April 2005 – 12. Juni 2005
- One Man Shown, C/O Berlin, 11. November 2006 – 18. Februar 2007
- Konkret Abstrakt Gesehen, Langen Foundation, Neuss, 18. November 2007 – 4. Mai 2008
- Versailles à l’ombre du soleil, Paris, 11. Juni – 7. September 2008
- The Little Black Jacket, Berlin, Potsdamer Platz, 23. November – 14. Dezember 2012[184]
- Feuerbachs Musen – Lagerfeld Models, Kunsthalle Hamburg, 21. Februar – 14. Juni 2014[185]
- Parallele Gegensätze. Fotografie-Buchkunst-Mode, Museum Folkwang Essen, 15. Februar – 11. Mai 2014[186]
- Karl Lagerfeld. Modemethode. Bundeskunsthalle, Bonn, 28. März – 13. September 2015.
- Karl Lagerfeld – Visions, Ernst-Barlach-Museum Wedel, 15. September 2019 – 24. Februar 2020
- Karl Lagerfeld. Fotografie. Die Retrospektive, Kunstmuseum Moritzburg Halle (Saale), 8. März – 23. August 2020

## Privates und Sonstiges

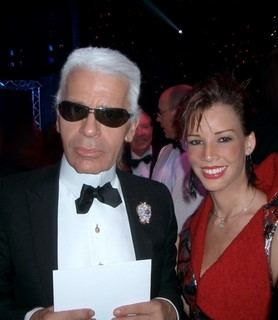
Lagerfeld, 2005
mit der bolivianischen Modedesignerin Monica Moss

- Im Jahr 2000 unterzog sich Lagerfeld einer strengen Diät, durch die er nach eigenen Angaben innerhalb von dreizehn Monaten 42 Kilo abnahm. Er behauptete, dass dies nicht aus gesundheitlichen Gründen geschehen war, sondern um Kleidung aus der Dior-Kollektion des Designers Hedi Slimane tragen zu können, für die er Konfektionsgröße 46 benötige.[187] Später fasste er dies unter dem Titel 3D-Diät in einem Buch zusammen, das er 2004 gemeinsam mit seinem Arzt Jean-Claude Houdret herausbrachte.
- Im Januar 2007 scheiterte Lagerfeld vor einem Pariser Gericht mit seiner Klage gegen The Beautiful Fall,[188] ein Buch aus der Modewelt, geschrieben von der Autorin Alicia Drake. Der Vorsitzende Richter konnte im Unterschied zu Lagerfeld keinen Angriff auf dessen Privatsphäre feststellen, da das Buch in Frankreich nicht verlegt wurde. Danach soll Lagerfeld alle englischen Ausgaben in Paris aufkaufen lassen haben, um sie aus dem Verkehr zu ziehen.[189]
- Im April 2008 wurde beim Donaufestival in Krems an der Donau (Österreich) als Auftragswerk das Musical Lagerhouse uraufgeführt.[190]
- Im Panoptikum Hamburg steht seit 2012 eine Wachsfigur von ihm.[191]
- Lagerfeld wird das Zitat zugeschrieben: „Wer eine Jogginghose trägt, hat die Kontrolle über sein Leben verloren.“[192] Dieser Satz stammt aus einem Artikel im Magazin Grazia im Sommer 2012.[193][194] Er wurde in einem Artikel über Lagerfelds Auftritt bei Wetten, dass..? mit Markus Lanz wiederholt.[195] In der Sendung fällt der Satz jedoch nicht. Auf die Frage von Lanz, ob er Jogginganzüge trage, antwortet Lagerfeld: „Nein […], weil man das nicht kontrollieren kann.“ Er erklärt, dass er nur enge Hosen trage, mit denen er Gewichtszunahmen genauso kontrollieren könne wie mit einer Waage.[196]
- Mit einem Privatvermögen von etwa 350 Millionen Euro zählte Lagerfeld zu den 500 reichsten Deutschen.[197]
- Lagerfeld war viele Jahre sehr eng mit Prinzessin Caroline von Monaco befreundet.[198]
- Seine Hauskatze Choupette (* 2011) verfügt über einen von Lagerfeld autorisierten Twitter-Account und war im Juli 2013 zusammen mit Linda Evangelista auf dem Cover der deutschen Vogue zu sehen. Im Winter 2013 kam eine nach Choupette benannte Accessoire-Kollektion auf den Markt.[199]

## Kontroversen
- Lagerfeld geriet immer wieder in die Kritik, weil er sehr dünne bis dürre Models bevorzugte und für seine Kollektionen engagierte. Er sprach sich gegen ein Laufstegverbot für sehr dünne Models aus.[200]
- Ebenfalls für negative Schlagzeilen sorgte 2004 eine Bemerkung zu einer Kollektion für die Modekette H&M. Das Unternehmen bot die Kleidung auch in größeren Varianten an, worauf Lagerfeld sagte: „Was ich entworfen habe, ist eine Mode für schmale, schlanke Leute. Das war die ursprüngliche Idee.“[201]
- Im November 2017 sorgte Lagerfeld für Empörung, nachdem er im französischen Fernsehen muslimische Flüchtlinge als die „schlimmsten Feinde der Juden“ bezeichnet hatte.[202][203][204]
- Im Mai 2018 sagte Lagerfeld dem französischen Wochenmagazin Le Point, er „hasse“ Bundeskanzlerin Angela Merkel für ihre Flüchtlingspolitik: „Selbst wenn Jahrzehnte dazwischenliegen, kann man nicht Millionen Juden töten und später dann Millionen ihrer schlimmsten Feinde holen“.[205] Mit ihrer Entscheidung, „eine Million Zuwanderer“ in Deutschland aufzunehmen, habe sie der AfD bei den Wahlen 2017 den Weg in den Bundestag geebnet. Nun säßen „100 dieser Neonazis im Parlament“, da Merkel die deutsche Geschichte „vergessen“ habe. „Wenn das so weitergeht, gebe ich die deutsche Staatsangehörigkeit auf.“[206]

## Auszeichnungen

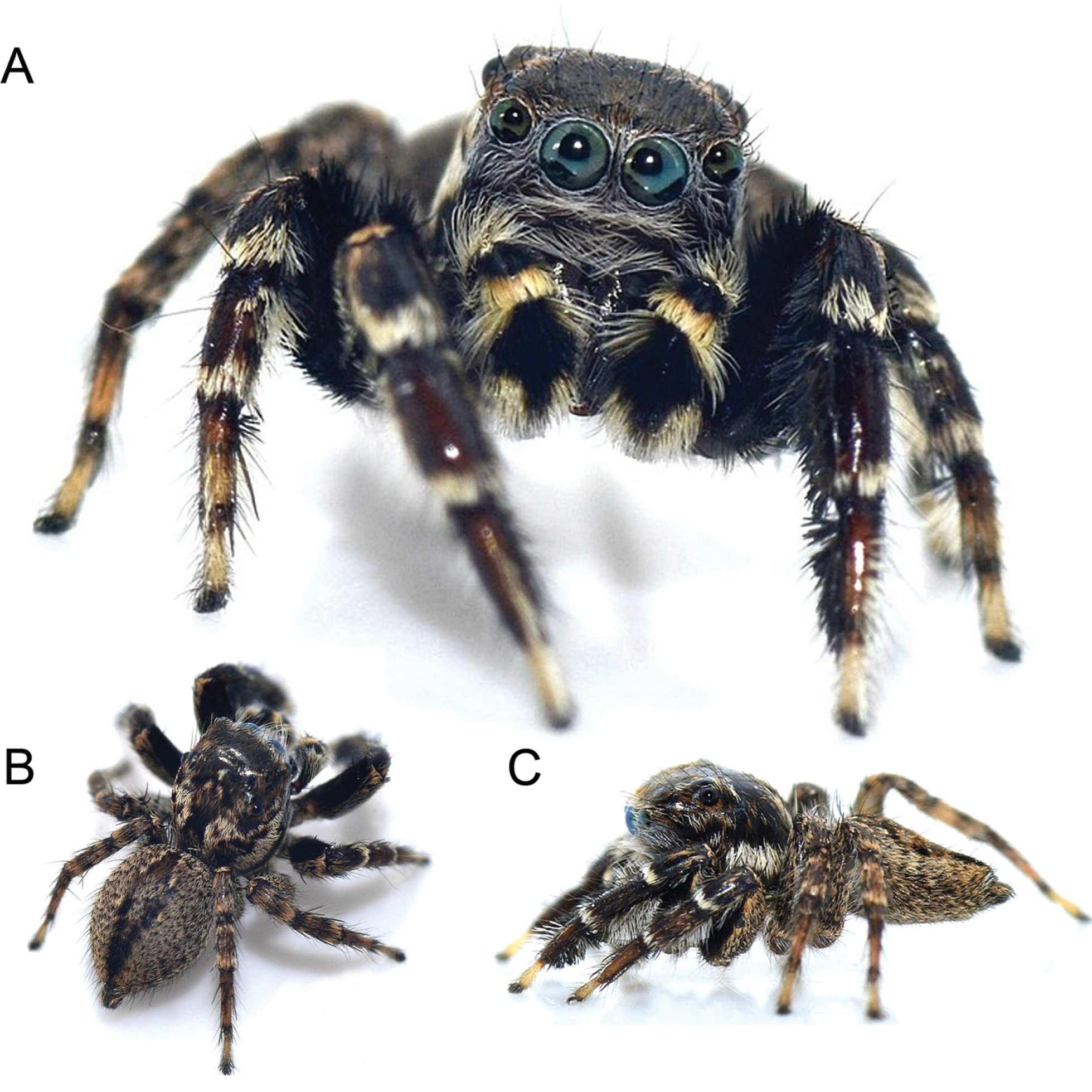
Springspinne Jotus karllagerfeldi

- 1985: Verdienstkreuz 1. Klasse des Verdienstordens der Bundesrepublik Deutschland
- 1989: Bambi
- 1993: Lucky Strike Designer Award der Raymond-Loewy-Stiftung
- 1996: Kulturpreis der Deutschen Gesellschaft für Photographie
- 2005: Bambi
- 2008: Elle Fashion Star Award – Kategorie Platinum für sein Lebenswerk
- 2010: Kommandeur der französischen Ehrenlegion[207]
- 2015: Outstanding Achievement Award des British Fashion Council[208]
- 2017: Médaille Grand Vermeil der Stadt Paris[209][210]
- 2019 wurde die Springspinnenart Jotus karllagerfeldi nach ihm benannt. Die Färbung erinnerte die Forscher an Lagerfelds simplifizierten Stil.[211]
- 2024: Karl-Lagerfeld-Promenade in Hamburg
- 2025: Karl-Lagerfeld-Straße in Bad Bramstedt[212]

## Karl-Lagerfeld-Preis
Im Jahr 2019 wurde erstmals der Karl-Lagerfeld-Preis vergeben, mit dem der französische Konzern LVMH Nachwuchsdesigner würdigt. Das Preisgeld beläuft sich auf 150.000 Euro. Zudem erhält der Gewinner ein einjähriges Praxistraining bei LVMH, etwa im Bereich Vermarktung. 2019 gewann der israelische Modeschöpfer Hed Mayner.

## Dokumentarfilme
- Karl – Der Mann hinter der Maske. Dokumentation über Karl Lagerfeld, Regie: Gero von Boehm, gesendet bei 3SAT am 24. Mai 2025
- Becoming Karl Lagerfeld: Miniserie, 6 Folgen, Frankreich 2024.
- Karl Lagerfeld – Eine deutsche Legende. ZDF-History, Dokureihe: 45 Minuten, Deutschland 2020. (ZDF am 16. Februar 2020)[214]
- Karl Lagerfeld. Eine Legende. Buch und Regie: Christian Jakob, 53 Minuten, Deutschland 2019. (Arte am 9. Februar 2020; Arte Mediathek bis 30. Juli 2023)
- Karl Lagerfeld: Lebens-Skizzen. Porträt, Frankreich, 2012, 55 Min., Buch und Regie: Loïc Prigent, Produktion: arte France, Erstsendung: 2. März 2013 bei arte[215]
- Fendi … vor der Show. Dokumentarfilm, Frankreich, 2009, 52 Min., Buch und Regie: Loïc Prigent, Produktion: arte France, Sundance Channel, Deralf, Story Box Press, Erstsendung: 14. Januar 2010 bei arte[216]
- Lagerfeld Confidential. Dokumentation, Frankreich, 2007, 88 Min., Buch und Regie: Rodolphe Marconi, Produktion: Grégory Bernard
- Ein Kleid von Chanel. Reportage, Deutschland, 2006, 30 Min., Buch und Regie: Rita Knobel-Ulrich, Produktion: ZDF, Reihe: ZDF.reportage, Erstsendung: 12. Februar 2006[217]
- Im Hause Chanel. (Originaltitel: Signé Chanel.) Doku-Soap in fünf Teilen, Frankreich, 2005, 130 Min., Regie: Loïc Prigent[218][219]
- Karl Lagerfeld – Mode als Religion, VOX[220]
- 7 days out, Dokumentarserie auf Netflix 2018, Folge 1: Reportage über Lagerfeld als Creative Director der Chanel Haute Couture Fashion Show 2018. Regie: Andrew Rossi[221]